# Mislav Jurin
Mislav Jurin (Šibenik, 29. travnja 1939.), hrvatski liječnik

## Životopis
Rođen u Šibeniku. Završio gimnaziju u Zagrebu 1957. godine. Diplomirao na Medicinskom fakultetu u Zagrebu 1964. godine. Magistrirao biologiju na PMF-u u Zagrebu 1965. godine. Doktorirao medicinske znanosti na Medicinskom fakultetu u Zagrebu 1966. godine
Usavršavao se u SAD u Houstonu u Centru za rak MD Anderson Sveučilišta u Teksasu od 1969. do 1972. godine. Znanstveni savjetnik u Institutu Ruđer Bošković. Redoviti profesor na Farmaceutsko-biokemijskom fakultetu u Zagrebu, na Medicinskom fakultetu u Osijeku i Medicinskom fakultetu u Mostaru. Predavao kolegije Patologija, Biologija tumorske stanice, Onkologija.
Područje znanstvnoeg interesa su regulacija rasta tumora i diferencijacija tumorskih stanica, imunološki odnos tumora i domaćina.
Član Hrvatskog imunološkog društva, Hrvatskog fiziološkog društva, European Association for Cancer Research, MD Anderson Associates i NY Academy of Sciences.
Urednik listova Periodicum biologorum, Libri oncologici, Ruđer. Objavio preko 160 znanstvenih radova.
U SAD nagrađen prvom nagradom na godišnjem natjecanju Clinical Training Research Project Sveučilišta Teksasa u Houstonu 1972. godine.
Nagrađen Nagradom Grada Zagreba za znanstvenu djelatnost 1978. godine.